# Böbingen an der Rems
Pour les articles homonymes, voir Böbingen (homonymie).
Böbingen an der Rems est une commune de Bade-Wurtemberg (Allemagne), située dans l'arrondissement d'Ostalb, dans la région de Wurtemberg-de-l'Est, dans le district de Stuttgart.